# Hans Hickmann
Hans Robert Hermann Hickmann (* 19. Mai 1908 in Roßlau (Elbe); † 4. September 1968 in Blandford Forum) war ein deutscher Musikwissenschaftler, Musikethnologe und Musikarchäologe.

## Leben und Wirken
Hickmann war der Sohn des für die Reichsbahn tätigen Ingenieurs Paul Hermann Hickmann und dessen Ehefrau Henriette geb. Krönert und hatte einen fünf Jahre jüngeren Bruder. Er besuchte in Halle die Lateinische Hauptschule der Frankeschen Stiftung und legte dort das Abitur ab. Sein Studium der Musikwissenschaft begann er 1926 an der Universität Halle und wechselte 1928 an die Humboldt-Universität zu Berlin. Parallel dazu absolvierte er ein Studium der Musikinstrumentenkunde an der Staatlichen Akademischen Hochschule für Musik Berlin sowie Studien an der Staatlichen Akademie für Kirchen- und Schulmusik. Seine Lehrer waren unter anderem Curt Sachs, Erich von Hornbostel, Arnold Schering, Johannes Wolf und Friedrich Blume. Prägend war auch die Zusammenarbeit mit Eta Harich-Schneider, in deren Collegium für Alte Musik er als Cembalist mitwirkte. Sein Studium schloss er 1934 mit der Promotion zum Dr. Phil. ab.
Während des Studiums war er in Berlin als Musikjournalist tätig und wirkte außerdem von 1929 bis 1932 als Kapellmeister bei der Deutschen Volksbühne in Halle. Mit seiner Kommilitonin Brigitte Schiffer unternahm er 1933 eine Feldforschungsreise in die ägyptische Oase Siwa. 1935 übersiedelte er nach Ägypten, auch wegen der jüdischen Herkunft Brigitte Schiffers, die er im selben Jahr heiratete. Hickmann wurde 1938 wegen dieser Ehe von den Nationalsozialisten aus der Reichsschrifttumskammer ausgeschlossen.
In Kairo gründete er 1935 das private Konservatorium Musica Viva, unterrichtete als Musiklehrer an zwei Schulen und war Organist an einer Kirche. Als Dozent lehrte er an der High School of Music for Women Teachers und in den 1950er Jahren als Professor für Dirigieren und Klavier am Staatlichen ägyptischen Konservatorium. 1938 war er Mitbegründer der ägyptischen Sektion der Internationalen Gesellschaft für Neue Musik. In den 1930er und 1940er Jahren produzierte er Sendungen für den ägyptischen Rundfunk und war für den britischen Rundfunk in Ägypten tätig. Während des Zweiten Weltkriegs übersetzte er ab 1943 deutsche Radiosendungen für eine Propagandaorganisation des Britischen Außenministeriums.
Ab 1949 reiste Hickmann mehrfach nach Europa und hielt dort Vorträge, insbesondere über die altägyptische Musik – unter anderem an den Universitäten Freiburg, Tübingen, Köln, Kiel und Hamburg sowie beim Deutschen Orientalistentag 1952 in Bonn. Obwohl er 1957 in Kairo zum Leiter des Deutschen Kulturinstituts ernannt worden war, kehrte er, nachdem er dies schon länger in Erwägung gezogen hatte, im Herbst desselben Jahres nach Deutschland zurück und habilitierte sich an der Universität Hamburg, wo er als Privatdozent Musikethnologie lehrte und Seminare über alte ägyptische Musik hielt. 1964 erfolgte seine Ernennung zum außerplanmäßigen Professor.
Zudem übernahm er 1958 die Leitung der Archiv Produktion der Deutschen Grammophon-Gesellschaft, die er bis zu seinem Tod innehatte. Er produzierte Rundfunk- und Fernsehsendungen für verschiedene deutsche Sender und BBC. 1959 war er Gründungspräsident der Deutschen Gesellschaft für Musik des Orients.
Hickmanns Forschungsschwerpunkte waren die Musik und Musikinstrumentenkunde des alten Ägypten und des Orients sowie das bis dahin noch unbekannte Musikleben und die Volksmusik dieser Region. Er zählt zu den international renommiertesten Musikwissenschaftler in seinem Fachbereich. Als Autor verfasste er zahlreiche fachspezifische Publikationen wie zum Beispiel für die erste Auflage von Die Musik in Geschichte und Gegenwart. Auch schrieb er über die ägyptische Tradition der Cheironomie (wie sie im alten Ägypten praktiziert wurde und immer noch in der koptischen Musik zu finden ist) für das Grove Dictionary of Music and Musicians.
Hans Hickmann starb während eines England-Aufenthalts für die Archiv Produktion überraschend an den Folgen eines Herzinfarktes. Seine Grabstätte befindet sich auf dem Hamburger Friedhof Ohlsdorf im Planquadrat Q 18 (südlich Kapelle 2).

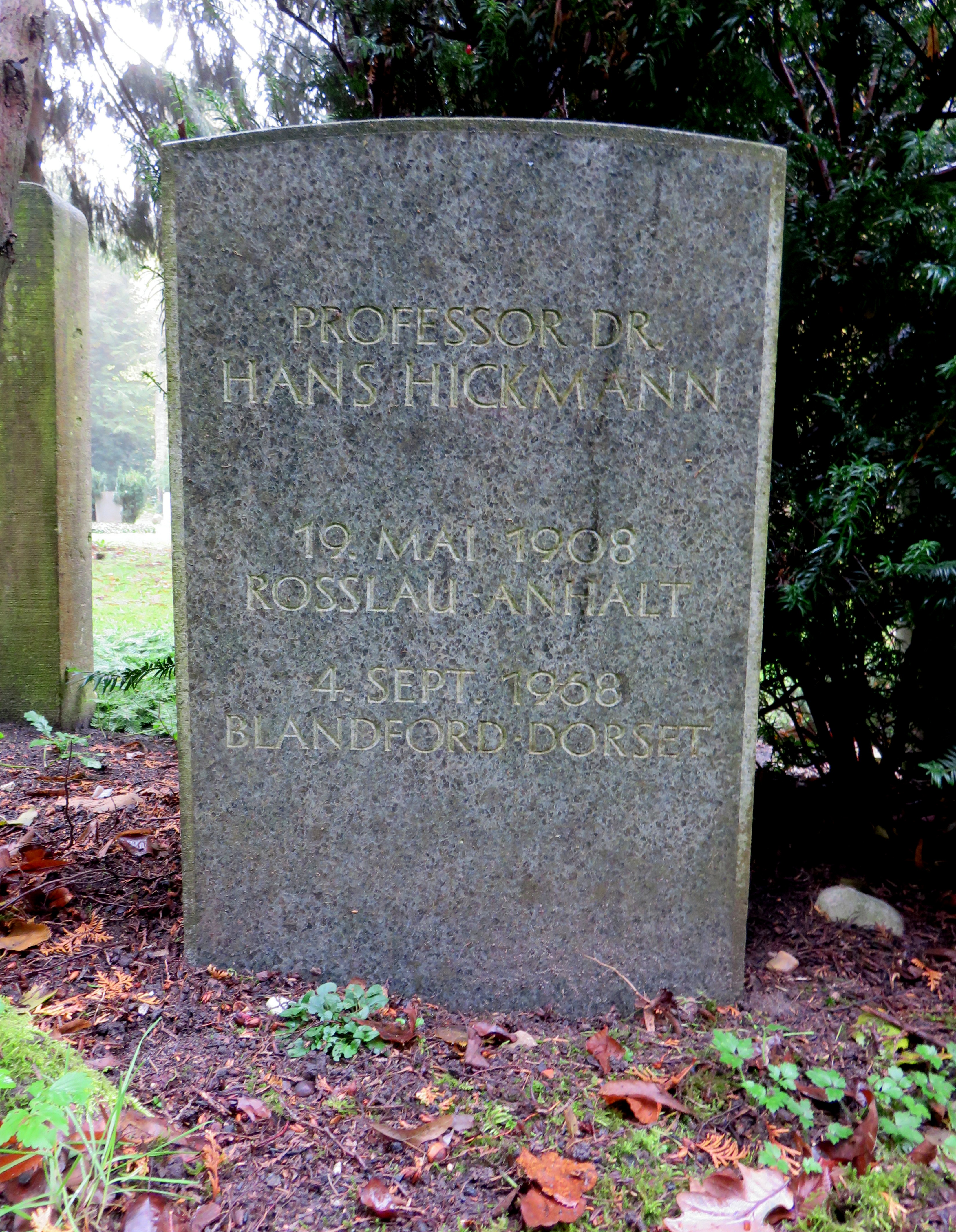
Grabstätte von Hans Hickmann auf dem Hamburger Friedhof Ohlsdorf

### Privates
1935 heiratete Hickmann Brigitte Schiffer in Nikosia auf Zypern, da das deutsche Konsulat in Kairo sich geweigert hatte, eine sogenannte „Mischehe“ zu trauen. Wegen der jüdischen Herkunft seiner Frau erfolgte 1938 die Zwangsscheidung der Ehe durch ein deutsches Gericht. 1945 schloss er eine zweite Ehe mit Jeanne Cohen. Als Grund für seine Konversion zum Islam wird angenommen, dass eine weitere Heirat in Ägypten zur damaligen Zeit sonst nicht möglich gewesen wäre. Vor seiner Rückkehr nach Deutschland im Jahr 1957 wechselte er jedoch wieder zum evangelisch-lutherischen Glauben. Nach der Scheidung von seiner zweiten Frau heiratete er 1958 seine Studentin, die spätere Musikwissenschaftlerin Ellen Hickmann geb. Hiss. Aus der zweiten und der dritten Ehe stammten jeweils zwei Kinder.

## Ehrungen (Auswahl)
- Aufnahme in das Institut d’Egypte als erster deutscher Musikwissenschaftler
- Offizier des Ordre des Palmes académiques, 1950
- Verleihung des Bundesverdienstkreuzes, 1957[1]

## Werke

### Kompositionen
Hickmann schuf –  insbesondere während seiner Zeit in Ägypten – zahlreiche Kompositionen, darunter ein Klavierzyklus und Filmmusiken. Einige seiner Werke sind erhalten und befinden sich in den Nachlassbeständen in der Universität der Künste Berlin.

### Schriften (Auswahl)
- Das Portativ. Ein Beitrag zur Geschichte der Kleinorgel. Bärenreiter, Kassel 1936, OCLC 915849738, (Digitalisat; teilweise zugleich: Berlin, Universität, Dissertation, 1934).
- La trompette dans l’Égypte ancienne (= Supplément aux Annales du Service des antiquités de l’Égypte. Cahier. Nummer 1, ZDB-ID 2379935-3). Institut Français d’Archéologie Orientale, Kairo 1946.
- Terminologie arabe des instruments de musique. s. n., Kairo 1947, OCLC 963498557.
- La cliquette, un instrument de percussion égyptien de l’époque copte. In: Bulletin de la Société d’Archéologie Copte. Band 13, 1948/1949, ISSN 0005-948X, S. 1–12.
- Cymbales et crotales dans l’Égypte ancienne. In: Annales du Service des Antiquités de l’Egypte. Band 49, Nummer 1, 1949, ISSN 1687-1510, S. 451–545.
- Instruments de musique. = Catalogue général des antiquités égyptiennes du musée du Caire. Nos 69201–69852. Institut Français d’Archéologie Orientale, Kairo 1949, OCLC 299773489.
- Les harpes de l’Égypte pharaonique. Essai d’une nouvelle classification. In: Bulletin de l’Institut d’Égypte. Band 35, Session 1952/1953, ZDB-ID 215035-9, S. 309–368.
- Le problème de la notation musicale dans l’Égypte ancienne. In: Bulletin de l’Institut d’Égypte. Band 36, Session 1953/1954, S. 490–531.
- Terminologie musicale de l’Égypte ancienne. In: Bulletin de l’Institut d’Égypte. Band 36, Session 1953/1954, S. 583–618.
- Le métier de musicien au temps des pharaons. In: Cahiers d’histoire égyptienne. Série 4, Nummer 5/6, 1954, ZDB-ID 280416-5, S. 254–333.
- Musicologie pharaonique. Études sur l’évolution de l’art musical dans l’Égypte ancienne (= Collection d’études musicologiques. 34). Heitz, Kehl (Rhein) 1956, (Wieder: Koerner, Baden-Baden u. a. 1987, ISBN 3-87320-534-3).
- mit Carl Gregor Herzog zu Mecklenburg: Catalogue d’enregistrements de musique folklorique Égyptienne. Précédé d’un rapport préliminaire sur les traces de l’art musical pharaonique dans la mélopée de la vallée du Nil (= Collection d’études musicologiques 37). Heitz, Strasburg u. a. 1958, (Wieder: Koerner, Baden-Baden 1979, ISBN 3-87320-537-8).
- Ägypten (= Musikgeschichte in Bildern. Band 2: Musik des Altertums. Lieferung 1). Deutscher Verlag für Musik, Leipzig 1961, (2. Auflage. ebenda 1975).
- mit Wilhelm Stauder: Orientalische Musik (= Handbuch der Orientalistik. Abteilung 1: Der Nahe und der Mittlere Osten. Ergänzungs-Band 4). Brill, Leiden u. a. 1970.